# Human Head Studios
Human Head Studios var en amerikansk datorspelsutvecklare med huvudkontor i Madison, Wisconsin, USA. Företaget grundades 1997 av sex avhoppande utvecklare från Raven Software. Företaget lades ned 2019 på grund av ekonomiska skäl och flertalet utvecklare jobbar därefter på Roundhouse Studios, en del av Bethesda.

## Utvecklade spel
- Rune (2000)
  - Rune: Halls of Valhalla (2001)
  - Rune: Viking Warlord (2001)
  - Rune 2 (2019)
- Blair Witch II: The Legend of Coffin Rock (2000)
- Dead Man's Hand (2004)
- Prey (2006)
- Prey 2 (nedlagt)